# Крете, Эммануэль
Эммануэ́ль Крете́, (фр. Emmanuel Cretet de Champmol; 10 февраля 1747, Ле-Пон-де-Бовуазен — 28 ноября 1809, Париж) — французский политический и государственный деятель при Наполеоне Бонапарте, министр внутренних дел Франции, граф империи. Похоронен в Парижском Пантеоне.

## Биография
Родился в торговой семье, происходившей из некогда независимого Савойского герцогства, из местности, где орудовал легендарный Луи Мандрен. Отец Эммануэля создал капитал также занимаясь контрабандой индийских тканей, ввоз которых был запрещен во Франции. 
Получив образование, Эммануэль увлёкся коммерцией. Работал клерком в Бордо у богатого судовладельца, несколько раз плавал на его судах в Америку. Затем поселился в Париже, где открыл компанию по страхованию от пожаров. Когда после Великой французской революции новое правительство стало распродавать в частные руки собственность католической церкви, Крете приобрел богатейший картезианский монастырь Шампмоль в Бургундии, недалеко от Дижона, и разрушил в нем значительную часть старинных построек, которые не были ему нужны.
В 1795 году, как влиятельный коммерсант, был избран в Совет старейшин. Позже участвовал в перевороте 18 брюмера на стороне Наполеона Бонапарта. Благодаря этому Крете было предложено членство в Государственном совете. Однако он предпочёл занять пост в Сенате, являвшемся в то время одним из трёх законодательных собраний Франции эпохи консульства. 
При Наполеоне занимался государственной финансовой деятельностью, был одним из организаторов Банка Франции и его первым главой. Заняв пост министра внутренних дел Франции, способствовал развитию водных путей, парижских улиц, реорганизации инженерного корпуса мостов и дорог. В связи с обострившейся подагрой был вынужден оставить пост министра. На его место был назначен Жозеф Фуше. Эммануэль Крете умер в Париже, через четыре месяца после своей отставки.